# Csarnóháza
Csarnóháza (románul: Bulz, németül: Grünfeld) település Romániában, Bihar megyében.

## Fekvése

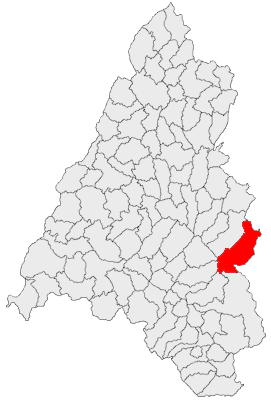
Csarnóháza elhelyezkedése Bihar megye térképén

A Réz-hegység alatt, a Jád völgyében,  a Jád és a Sebes-Körös völgyének összeszögelésénél, a Nagyvárad-Kolozsvár-i vasútvonal közelében, Királyhágó-tól délre fekvő település.

## Története
Csarnóháza nevét az oklevelek 1406-ban említették először Chornahaza néven.
1552-ben Charnohaza, 1808-ban Csarnóháza, Bulcz, 1888-ban Bulz néven írták nevét.
Első ismert földesura a Batthyány család volt, a 20. század elején pedig gróf Bethlen Aladár volt a település birtokosa.
A 20. század elején lakosai görögkeleti vallású románok voltak. Ekkor 2278 lakosa volt, és 432 ház állt a településen.
A községet a jád völgyi iparvasút szelte át, mely Remecz fölött az Izvor-völgy-től a Jád torkolatáig vitt.
A Jád völgyi település környékén hatalmas sziklafalak vannak és sok a barlang is. Az 1900-as évek elejei leírások szerint van itt egy olyan barlang is, melynek egyik üregét kénes víz tölti be.
A környező hegyekben sok feketemárvány is van.
Az itteni néphagyomány szerint a település határában, Csarnótetőn állt egykor Csarnó vezér vára, melynek azonban már a XX. század elején semmi nyoma nem volt, s e hagyománynak a történelmi feljegyzésekben sem volt nyoma. Az innen lefelé húzódó kút alakú üregről az a hagyomány maradt fenn, hogy alagút volt, mely a Körösig vezetett.

## Nevezetességek
- Görög keleti temploma - 1894-ben épült.